# Sinclair QL
Sinclair QL je počítač, který byl navržen a vyroben firmou Sinclair Research Ltd v roce 1984. Měl se stát nástupcem počítače Sinclair ZX Spectrum 48K, ale jeho komerční úspěšnost nesplnila očekávání. Důvodem byla nejspíše nekompatibilita se ZX Spectrem, které bylo nutné emulovat. Pro tento počítač dokonce existoval i emulátor počítačů IBM PC. Sinclair QL byl vyráběn asi dva roky. Po něm přišel na trh Sinclair ZX Spectrum 48K+.
Na rozdíl od svého předchůdce má kvalitnější klávesnici, která byla později použita i u modelu Sinclair ZX Spectrum 48K+. Je vybaven diskovým operačním systémem Sinclair QDOS a programovacím jazykem SuperBASIC (viz BASIC). Protože je možné počítač připojit jak k televizi tak k monitoru, bylo po resetu nutné zvolit, k jaké zobrazovací jednotce je počítač připojen, protože počítač provádí optimalizaci obrazu.
Počítač byl uveden na trh 12. ledna 1984.

## Hardware
- procesor: Motorola 68008
- paměť ROM: 48 KiB
- paměť RAM: standardně 128 KiB, rozšiřitelná až na 640 KiB
- paměťové jednotky: dvě mechaniky Microdrive
- porty: 2× joystick, 2× RS-232-C, externí microdrive, externí ROM (16 KiB), síť

## Zajímavosti
- Linus Torvalds, tvůrce jádra Linuxu, začínal[zdroj?] na počítači Sinclair QL; přednosti i nedostatky systému Sinclair QDOS ho inspirovaly k tvorbě vlastního systému.
- Externí QL Microdrive byl v ceníku příslušenství QL, ale ve skutečnosti nebyl nikdy vyroben.
- Pro počítač existuje 3D hra 3D Wanderer, která k zobrazování trojrozměrného prostoru využívá brýle s barevnými skly.[2][3]
- Barevný tisk kopie obrazovky je možný s nástrojem Toolkit II doplněného o program SDUMP_REXT.[4]
- Jeden z konektorů RS-232 je samec, druhý je samice.[5]

## Počítače kompatibilní se Sinclair QL
- ICL One Per Desk
- CST Thor
- Q40/Q60